# Гартнарт IV
Гартнарт IV (*Gartnait mac Donnel, д/н —663) — король піктів у 657—663 роках.

## Життєпис
Про походження замало відомостей. Відомо, що його батьком був Домналл або Донналл. Висловляється думка, що це Домналл I, король Дал Ріади, але немає згадки, що у нього був син на ім'я Гартнарт.
У 657 році після поразки піктів на чолі з королем Талорканом I від нортумбрійських військ Освіу. За допомогою останнього Гартнарт став королем Піктії. Він визнав зверхність Нортумбрії. Намагався зберігати дружні стосунки з Дал Ріадою. Ймовірно брав участь у війнах проти Стратклайду і Гвінеду на боці Освіу.
Помер 663 року. Йому спадкував брат Друст VI.